# Astragalus discessiflorus
Astragalus discessiflorus är en ärtväxtart som beskrevs av Nikolai Fedorovich Gontscharow. Astragalus discessiflorus ingår i släktet vedlar, och familjen ärtväxter. Inga underarter finns listade i Catalogue of Life.